# M/S Bodilla
Bodilla, färja 299, är en av Trafikverket Färjerederiets färjor. Den går på Fårösundsleden tillsammans med M/S Kajsa-Stina.